# Harpactea mcheidzeae
Harpactea mcheidzeae là một loài nhện trong họ Dysderidae.
Loài này thuộc chi Harpactea. Harpactea mcheidzeae được miêu tả năm 1992 bởi Dunin.